# Суперпровода
Суперпровода (англ. superwire) — проводящие элементы, прочность на разрыв которых превышает 600 МПа, а электропроводность составляет не менее 40-85 % электропроводности чистой меди (IACS).

## Описание
Медные провода являются наиболее распространенными проводниками электричества вследствие малого удельного электрического сопротивления, равного 0,0172 Ом*мм2/м (в ряду чистых металлов медь занимает второе место по удельной электропроводности после серебра). Это стало одной из причин того, что в 1913 году Международная Электротехническая Комиссия (IEC) приняла решение считать проводимость электротехнических проводов в долях IACS (IACS — International Annealed Copper Standard, стандартная величина проводимости, равная 58 мегасименс на метр, соответствующая приведенной выше величине сопротивления провода 1/58 МСм = 0,0172 Ом для медного провода длиной 1 метр с поперечным сечением площадью 1  мм² при температуре окружающей среды 20°С).
Однако являясь лучшим с точки зрения электропроводности материалом, чистая медь не обладает высокими прочностными характеристиками. Так, прочность чистой меди на разрыв составляет всего 220—270 МПа. В электронной технике (например, в выключателях, в разъёмах)  зачастую требуются материалы с большей прочностью, поэтому там получили распространения более прочные, но менее электропроводные сплавы меди с оловом или свинцом (бронза) и цинком (латунь). При этом добавление даже небольшой доли легирующей примеси сильно снижает электропроводность сплава — например, проводимость бронзы, содержащей примерно 7 % олова, падает до 10—15 % IACS при увеличении прочности на разрыв до 400—970 МПа. У латуни удельное сопротивление достигает 0,033-0,043 Ом*мм2/м (40-52 % IACS) при прочности на разрыв 380—880 МПа. Для сравнения, чистый алюминий обладает прочностью на разрыв 160—170 МПа при проводимости 58 % IACS, поэтому работы по совершенствованию электротехнических проводников велись преимущественно в направлении внедрения армирующих микро- и наноэлементов в медную матрицу. В частности, проводились работы по внедрению в медную матрицу микрофиламентов ниобия (Nb), ванадия (V), железа (Fe), серебра (Ag), хрома (Cr), тантала (Ta), углерода (C). Полученные проводники получили название «суперпровода». Они, с одной стороны, сохраняют хорошую электропроводность, а с другой — обладают высокой механической прочностью, что делает их перспективными для применения в мощных импульсных магнитах и магнито-импульсных индукторах, контактных проводах для высокоскоростных поездов, в авиационной и космической технике, судостроении, электронике.
Медно-ниобиевые суперпровода, в частности, могут быть сформированы путём последовательной сборки биметаллических составных заготовок с их последующим деформированием, что позволяет внедрять в медную матрицу ленточные ниобиевые волокна толщиной 6-10 нм. В получаемом композиционном проводе сечением 2×3 мм присутствует до 400 млн таких волокон, обеспечивающих прочность на разрыв до 1200 МПа. Высокая электропроводность на уровне 65-85 % IACS обусловлена тем, что расстояние между волокнами ниобия сопоставимо со средней длиной пробега электронов в чистой меди.